# 大柴隼人
大柴 隼人（おおしば はやと、1976年8月29日 - ）は、日本の元俳優。本名および旧芸名は大柴 邦彦（おおしば くにひこ）。
静岡県富士市出身。メセナスに所属していた。清水市立商業高等学校卒業。

## 略歴
1995年、『MEN'S CLUB』のモデル優秀賞を受賞して芸能界入り。翌年、映画『平成版 嗚呼!花の応援団』で俳優デビュー。
1997年、『電磁戦隊メガレンジャー』に伊達健太 / メガレッド役で主演。
2003年から2009年まで、『津軽海峡ミステリー航路』シリーズにレギュラー出演。
2011年、『海賊戦隊ゴーカイジャー』第39話に『星獣戦隊ギンガマンVSメガレンジャー』から約12年ぶりに伊達健太役でゲスト出演。シリーズ全体としては『忍風戦隊ハリケンジャー』第23話の柿生太郎以来9年ぶりだった。
『ゴーカイジャー』への出演を最後に俳優を引退。その後は鹿児島で修行し、静岡市の焼肉店で店長を務めている。
2018年に結婚。2人の娘の父親でもある。

## 人物・エピソード
特技はサーフィン（ロングボード）、スケボー。
『メガレンジャー』で演じた伊達健太の人物像は大柴に似ていると自他ともに認めており、後半はほとんど自分と同一視して演じていたという。ゲームや焼肉が好きなほか、オーディションに遅刻したり、台本を忘れることなどもあった。大柴は自分がメガレッドに選ばれたことを不思議に思い、地元の友人に「お前はどう見ても黄色だろ！」と言われたことがあったという。一方でメガレンジャーはメガブラックがリーダーだと聞いて、なるほどと思ったという。東映プロデューサーの髙寺成紀は、リアルな高校生の言葉遣いでは子供の手本としては不向きだと考えていたが、大柴の演技では乱暴な言い回しをしても悪意のなさが伝わっており、大柴本人のキャラクターに救われたと述べている。共演した松風雅也によれば、海辺での撮影の合間に大柴がサーフィンをして日焼けしてしまい、カットをつなぐためドーランを塗ったり照明を強くするなどして対応することになったが、大柴は「すいやせん」の一言でなんとなく許されていたという。
『ゴーカイジャー』出演に関しては事前に塩谷瞬から「大柴君のところにも話が行くかもよ」と言われてたが、大柴は持病のヘルニアの手術の日程も決まりかけていたが、主治医に「どうしてもやりたい仕事がある」という意思を伝えた上で出演したことを語った。健太の行く末が気になっていた大柴は、『ゴーカイジャー』にて先生になって生徒に慕われる姿は健太らしいなと思い、自然に演じられたと話している。

## 出演

### テレビドラマ
- スーパー戦隊シリーズ
  - 電磁戦隊メガレンジャー（1997年 - 1998年、テレビ朝日） - 主演・伊達健太 / メガレッド 役
  - 忍風戦隊ハリケンジャー 第23話「コロンと名探偵」（2002年7月28日、テレビ朝日） - 柿生太郎 役
  - 海賊戦隊ゴーカイジャー 第39話「どうして!?俺たち高校生」（2011年11月20日、テレビ朝日） - 伊達健太 役
- 素敵に女ざかり2（1998年、NHK総合）
- 楽園への橋（1998年6月29日、読売テレビ）
- 美少女H 第12話「十七歳の記録」（1998年、フジテレビ）
- 少年サスペンス（1998年、テレビ朝日）
- 連続テレビ小説（NHK）
  - すずらん（1999年） - 中村竹次郎 役
  - 瞳（2008年） - 則岡春善 役
- 蒼天の夢 松陰と晋作・新世紀への挑戦（2000年1月3日、NHK）
- 未来からのラブレター（2000年、日本テレビ）
- 19〜LAST TEENAGE SUMMER〜（2000年2月12日、中国放送）
- はみだし刑事情熱系（2000年、テレビ朝日）
- 土曜ワイド劇場 京都の女庭師風水探偵さくら子1「洛北屋敷の密室殺人!」（2000年6月17日、テレビ朝日）
- 都合の悪い女（2000年8月14日、TBS）
- 大河ドラマ（NHK）
  - 葵 徳川三代（2000年） - 徳川頼房 役
  - 武蔵 MUSASHI（2003年） - 夢想権之助 役
  - 功名が辻（2006年） - 織田信雄 役
- HERO 第2話（2001年1月15日、フジテレビ） - 高井戸謙介 役
- ルージュ（2001年、NHK）
- 日本アクション映画の青春 終わりなき疾走（2001年12月16日、NHK-BS2） - 主演
- 壬生義士伝〜新撰組でいちばん強かった男〜（2002年1月2日、テレビ東京） - 二宮順之助 役
- 早乙女千春の添乗報告書12（2002年4月1日、TBS） - 小田切亮介 役
- 茂七の事件簿 新ふしぎ草紙（2002年、NHK総合） - 清太郎 役
- 金曜エンタテイメント 名医ヤブ来た先生の人情事件カルテ（2002年、フジテレビ）
- 迷路の歩き方（2002年11月23日、NHK） - 甲田茂樹 役
- 金曜エンタテイメント 津軽海峡ミステリー航路シリーズ（2003年 - 2009年、フジテレビ） - 永瀬刑事 役
- 土曜ワイド劇場 京都のテミス女裁判官1「美人判事が不倫と殺人疑惑に襲われて」（2003年5月17日、テレビ朝日） - 藤田宏行 役
- ゆうれい貸します（2003年、NHK総合） - 清十郎 役
- 竜馬がゆく（2004年1月2日、テレビ東京） - 陸奥陽之助 役
- 捜査一課長・神崎省吾（2004年8月8日、テレビ東京） - 川端刑事 役
- ミステリー民俗学者 八雲樹（2004年、テレビ朝日） - 椎名龍彦 役
- 土曜ワイド劇場 京都殺人案内27（2004年11月27日、テレビ朝日） - 正田宏一 役
- 水戸黄門（TBS）
  - 第34部 第1話「旅のはじめのお見合い騒動 -江戸・水戸-」（2005年1月10日） - 河辺和馬 役
  - 第43部 第6話「海道一のじゃじゃ馬娘 -清水-」（2011年8月8日） - 正太郎 役
- 金曜ナイトドラマ 特命係長 只野仁 第12話「男の幸せ」（2005年1月14日、テレビ朝日） - 安田伸二 役
- 水曜ミステリー9 ボディガード（2007年2月14日、テレビ東京） - 加藤刑事 役
- 十津川警部シリーズ38「愛と悲しみの墓標」（2007年4月2日、TBS） - 矢吹浩 役
- 仮面ライダー電王 第15話「銭湯ジャック・パニック」・第16話「幸福の星、降伏の犯人」（2007年5月6日・13日、テレビ朝日） - 袴田秀次郎 役
- 刺客請負人 第3話「かけ落ち指南〜殺しの的は売れっ子芸者」（2007年8月3日、テレビ東京） - 市太郎 役
- 月曜ゴールデン 浅見光彦シリーズ24「漂泊の楽人」（2007年10月15日、TBS） - 矢野貴志 役
- お江戸吉原事件帖 第4話「迷い込んだ若様」（2007年11月16日、テレビ東京） - 慎之介 役
- ハマドラ（2008年、TOKYO MX） - 三島貴志 役
- 月曜ゴールデン 刑事シュート しゅうと&ムコの事件日誌1（2008年10月20日、TBS） - 馬場惣一郎 役
- 寧々〜おんな太閤記（2009年1月2日、テレビ東京） - 浅野長政 役
- 月曜ゴールデン 世直し公務員ザ・公証人8（2009年6月29日、TBS） - 吉村一樹 役
- 浅見光彦〜最終章〜 第4話（2009年11月11日、TBS） - 三好刑事 役
- 鬼平犯科帳スペシャル 高萩の捨五郎（2010年6月18日、フジテレビ） - 清水三弥 役
- 科捜研の女 第10シリーズ 第1話（2010年7月8日、テレビ朝日） - 館山明夫 役
- 相棒 Season 9 第6話「暴発」（2010年12月1日、テレビ朝日） - 後藤幸一 役
- 土曜時代劇 隠密八百八町（2011年、NHK） - 吉岡 役

### 映画
- 平成版 嗚呼!花の応援団（1996年）
- 光の雨（2001年） - 戸張真 役
- グローウィン グローウィン（2002年） - リョウ 役
- WARU（ワル）（2006年）
- 官能小説（2007年） -  山岸哲郎 役
- みたまを継ぐもの（2008年） - 主演・石神隆信 役

### オリジナルビデオ
- 湘南爆走族 帰ってきた5人（1997年） - 石川アキラ 役
- スーパー戦隊シリーズ - いずれも、伊達健太 / メガレッド 役
  - 電磁戦隊メガレンジャー スーパービデオ きみもなれるぞ!メガヒーロー（1997年）
  - 電磁戦隊メガレンジャーVSカーレンジャー（1998年）
  - 星獣戦隊ギンガマンVSメガレンジャー（1999年）
- 首領がゆく（2006年） - 島武史 役
- BLACK EMPEROR 下北沢（2006年） - 斉木吉太郎 役

### 舞台
- ラパン・アジールに来たピカソ（2000年）
- サムライデュオ（2002年）
- ちょっといいかな、女たち（2003年）
- 初蕾（2004年）
- シオンの桜（2006年）

### テレビアニメ
- 戦隊レッド 異世界で冒険者になる（2025年、男子生徒）

### CM
- バンダイ「メガレンジャー変身シリーズ」
- ASAHI「バイオターボ」&「SPARK」（メガレッドの声）
- 雪印食品「メガレンジャーソーセージ」（メガレッドの声）
- 日経テレコン21
- 洋服の青山
- ケンタッキーフライドチキン
- 明治製菓 企業 Sweet Life（2007年）

### CD
- 大丈夫〜病は気から〜（2000年2月23日、テイチク）

### 玩具
- 電磁戦隊メガレンジャー 戦隊職人 デジタイザー&バトルライザー -MEGAREAL EDITION-（2019年1月）
- 電磁戦隊メガレンジャー 戦隊職人 ケイタイザー -MEGAREAL EDITION-（2019年2月）